# كارلا فرنانديز
كارلا فرنانديز (بالإسبانية: Carla Fernández)‏ هي مصممة أزياء مكسيكية، ولدت في 29 يناير 1973 في سالتيو في المكسيك.